# کلین ویتنی
کلین ویتنی (انگلیسی: Kaylin Whitney؛ زادهٔ ۹ مارس ۱۹۹۸) دونده اهل ایالات متحده آمریکا است.